# オード・ブライン
オード・ブライン（あるいはオード・ブラウン、オランダ語：Oud Bruin）は、ベルギーのフランデレン発祥のビールのスタイルの一つ。

## 概要
フランダース・ブラウン（英語：Flanders Brown）とも呼ばれる。英語では文字通りに「old brown」と翻訳されることがある。このスタイルのビールは、数か月以上ビール瓶の中に入れておくと数か月から1か月ほどかけて瓶内で二次発酵が進む。この瓶内二次発酵では残酵母やバクテリアでこのスタイル特有の酸味が発生する。オード・ブラインの中にはオーク樽で熟成させるものもあるが、このスタイルの典型的なビールはそのように熟成させることはない。この特徴によって、より酸味が強いフランダース・レッド・エールと区別することができる。
このスタイルのビールは、ミドルボディで液色は赤褐色であり、穏やかな麦芽の風味を持ち、ホップの苦みはない。プラムやレーズン、チェリーのエステル香などの果実の芳香が複雑に絡み合っている。熟成過程で様々なバクテリアによって引き起こされるフレーバーは、甘味があり、キャラメル風味、フルーティで酸味がある弱酸性。出来が良いものでは、酸味と麦芽のキャラクターのバランスが取れていて、トッフィーで甘酢のような味をもつ。製品として出荷する際には、甘くて若いビールと酸味のある熟成されたビールを混ぜることでより複雑なフレーバーを醸し出すものもある。